# 阿姆巴拉萨达尔
阿姆巴拉萨达尔（Ambala Sadar），是印度哈里亚纳邦Ambala县的一个城镇。总人口106378（2001年）。

## 人口
该地2001年总人口106378人，其中男性55461人，女性50917人；0—6岁人口11545人，其中男6387人，女5158人；识字率76.82%，其中男性为79.78%，女性为73.60%。